# سال كاسترو
سال كاسترو (بالإنجليزية: Sal Castro)‏ هو مدرس أمريكي، ولد في 25 أكتوبر 1933 في Boyle Heights, Los Angeles ‏ في الولايات المتحدة، وتوفي في 15 أبريل 2013 في Silver Lake, Los Angeles ‏ في الولايات المتحدة.